# Сан Диего Комик-Кон
Сан Диего Комик-Кон Интернешънъл (на английски: San Diego Comic-Con International), по-известен като Сан Диего Комик-Кон или просто Комик-Кон е ежегодно събиране през лятото на създатели и любители на комикси и всичко свързано с тях, което продължава четири дни (от четвъртък до неделя) в Сан Диего, Калифорния, САЩ. Основано е като конгрес на комиксите на Златния щат от група ентусиасти, включваща Шел Дорф, Ричард Алф, Кен Крюгър и Майк Таури. Провежда се в конгресния център на Сан Диего в Даунтаун. В сряда вечер, преди официалното откриване на събитието, има предварителен преглед само за професионалисти, изложители и избрани гости, регистрирани отрано за всичките четири дни. Според Форбс събирането е „най-голямата конференция по рода си в света“ и най-голямото шоу в Северна Америка. През 2010 година работи при пълен капацитет от 130 000 участници. Това събитие държи и няколко рекорда в книгата на Гинес.

## История
Конгресът е основан през 1970 г. от Шел Дорф, Ричард Алф, Кен Крюгер, Майк Таури, Бари Алфонсо, Боб Сурк и Грег Беър. Роденият в Детройт, Мичиган любител на комикси Шел Дорф се премества в Сан Диего, Калифорния, през 1970 г. и организира еднодневна конференция наречена „Комик-миникон на Златния щат“ на 21 март 1970 г. като „суха тренировка“ за по-мащабно събитие.
След първоначалното събиране, първият тридневен конгрес на комиксите в Сан Диего привлича 300 души и се провежда от 1 до 3 август 1970 г. Конгресният център в Сан Диего става домакин на събитието за първи път през 1991 г.. До края на 1970-те години шоуто получава голяма популярност и се разраства.
Конгресът се организира от група от 13 членове на борда, 16 – 20 служители на пълен и непълен работен ден и 80 доброволци, които помагат чрез комисии. Комик-Кон е организация с нестопанска цел, а приходите от събитието отиват за неговото по-нататъшно финансиране. Логото на конгреса е създадено от Ричард Брунинг и Джош Бийтман през 1995 г. През септември 2010 г. организацията обявява, че ще остане в Сан Диего до 2015 г.  През 2015, с помощта на Lionsgate е създаден видео канал, който да излъчва съдържание, свързано с Комик-Кон.Въпреки това Комик-Кон продължава да се провежда в Сан Диего и след тази дата.

## В други медии
Действието на „Комикс: Филмът“ на Марк Хамил се развива на Комик-Кон, както и епизод от втория сезон на сериала „Антураж“. Фестивалът служи и като извинение от Сет Коен и Райън Атууд за тяхното пътуване до Тихуана в първия сезон на „Ориндж Каунти“. Комик-Кон се споменава често в сериала „Теория за Големия взрив“, обикновено като събитие, което главните герои очакват с нетърпение.